# Lithophane alaskensis
Lithophane alaskensis là một loài bướm đêm trong họ Noctuidae.